# Indománie

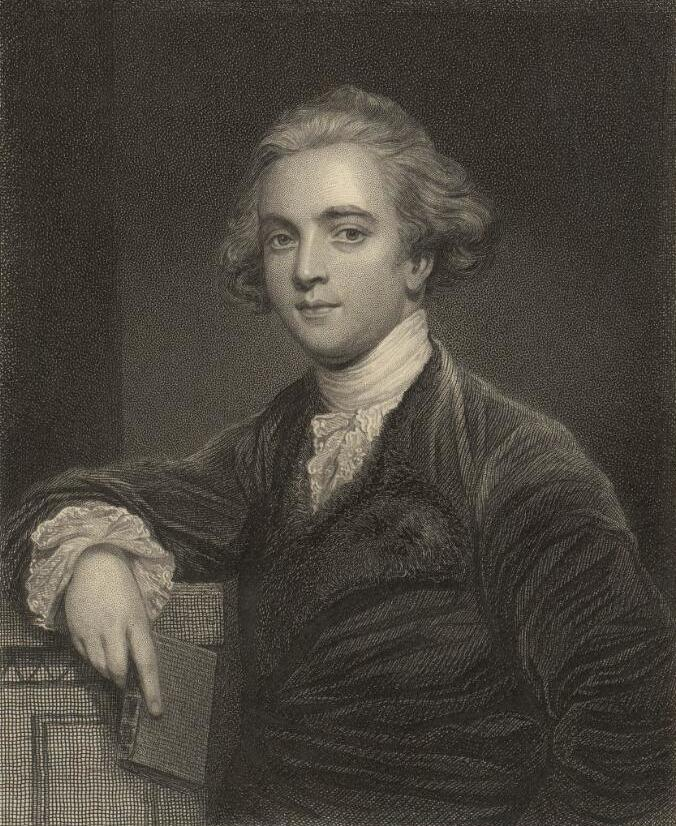
William Jones, orientalista a významný obdivovatel Indie

Indománie byla vlna evropského zájmu o Indii, její dějiny a kulturu, probíhající na přelomu 18. a 19. století, nejdříve v britském prostředí, později především v Německu. Úzce souvisela s rozpoznáním příbuzenství mezi indickými a evropskými jazyky, což v souvislosti s oslabením pozice biblické antropologie vedlo v hledání evropských kořenů právě v Indii. Idealizovanou Indií nebyla Indie dobová, ale Indie starověká, spojovaná s bráhmanskou moudrostí, sanskrtskou literaturou a starými ruinami. Podobně jako se v renesanci s obdivem začaly používat termíny „klasické Řecko“ a „klasický Řím“ počalo se mluvit i o klasickém období dějin Indie, čímž byla myšlena především epocha mezi založením Maurjovské říše (cca 300 př. n. l.) a koncem Guptovské říše (cca 600 n. l.), kterému následovala středověká Indie.
Indománie se výrazně projevila také v umění, například v díle romantických básníků, jako byli lord Byron, Samuel Taylor Coleridge, Percy Bysshe Shelley, Robert Southey a Thomas Moore. V Německu si Johann Wolfgang Goethe velmi cenil indické poezie a byl velkým obdivovatelem Šakuntaly, ale nebyl přitahován jinými formami indického umění a kultury. K dalším umělcům spojeným s indománií patřili básníci Novalis a Heinrich Heine, a spisovatel Jean Paul. Indománie se projevila také ve filosofii, ve Francii indolog Abraham Anquetil-Duperron vydal v letech 1801 a 1802 překlad padesáti upanišad a poukázal na podobnost jejich myšlení s filosofií Plótína, Spinozy a s gnosticismem. Tento překlad výrazně ovlivnil filosofa Arthura Schopenhauera. 
Pojem „indománie“ vytvořil indolog Thomas Trautmann. Podobným pojmem je „orientální renesance“ Raymonda Schwaba, a „orientalismus“ Edwarda Saida, který označuje obraz „orientálních“ kultur, včetně Indie, v západním myšlení, především během 19. století.

## Dějiny
Počátky indománie jsou spjaté s Asiatic Society, založenou v roce 1874 Williamem Jonesem v Kalkatě. Její členové pořídili  první překlady několika indických děl do angličtiny: Bhagavadgíta (1784) a Hitopadéša (1787) Charlese Wilkinse, Šakuntala (1789) a Zákoník Manuův (1794) Williama Jonese. Jones označil sanskrt za „rafinovanější a dokonalejší“ než řečtinu a za „bohatší“ než latinu, a uvažoval o tom, že všechny tyto tři jazyky musí pocházet z jednoho prajazyka. Stará Indie podle jeho názoru vynikla ve vojenství, vládě, zákonech i vědách, ač její současní obyvatelé mohou působit jako „degenerovaní a ponížení“. William Jones také identifikoval indoevropské nebeské božstvo jménem *Djéus Ptér, „Nebeský otec“, na základě podobnosti jmen indického Djause Pitara, římského Jupitera a řeckého Dia, a spekuloval o jeho příbuznosti s hebrejským Jahvem. Jones se tak snažil skrze poznatky o Indii zachránit autoritu Bible. Jiní učenci, jako například Voltaire, se ale naopak skrze to, co vnímali jako známky indického monoteismu, snažili zpochybnit unikátnost mojžíšovského jednobožství.
Zatímco Jonesova indománie měla osvícenský charakter, v Německu se uchytila v rámci romantismu. Johann Gottfried Herder považoval Indii za kolébku lidstva a civilizace, a cenil si hinduismu, ač kritizoval kastovní systém a víru v reinkarnaci. Friedrich Schlegel ve svém díle Über die Sprache und Weisheit der Indier, „O jazyce a moudrosti Indů“, z roku 1808 došel k závěru, že všechny indoevropské jazyky se vyvinuly ze sanskrtu, což byl jazyk, který studoval i jeho bratr August Wilhelm Schlegel.
Pro německé romantiky byla jejich vášeň pro Indii spojena s jejich kritikou dobové evropské společnosti a kultury a jejich odmítnutím racionalismu, materialismu, mechanistické vědy a pragmatismu, a představovala pro ně únik před hrůzami velké francouzské revoluce a napoleonských válek. Někteří také oceňovali to, co vnímali jako panteismus. Část německých romantiků fascinovaných Indií se ale později obrátila ke katolicismu a politickému konzervatismu, a panteismus odmítla. Friedrich Schlegel proto označil indický panteismus za import a začal poukazovat na hodnotu indické etiky, představovanou především Zákony Manuovými. V duchu katolických indomaniaků, kromě Schlegela také Friedricha Creuzera a Josepha Görrese, dávná Indie namísto mystické a sensuální  povahy získala „středověký“ a „gotický“ charakter, vyznačující se pevnou hierarchií. Tento obraz Indie se zachoval u mnoha autorů působících i později: u Friedricha Nietzscheho a Augusta Strindberga, u fašistických okultistů jako Lanz von Liebensfels a Julius Evola, nacistů jako Jakob Wilhelm Hauer a Hans F. K. Günther nebo u indických fašistů.
Friedrich Schlegel v Über die Sprache und Weisheit der Indier kromě názoru, že všechny indoevropské jazyky vychází ze sanskrtu, prezentoval typologickou klasifikaci jazyků do tří rodin. Jednou z nich byly jazyky flektivní, kam spadá většina indoevropských jazyků, jejichž strukturu označil za „organickou“ v opozici k „mechanickým“ analytickým jazykům, jako je čínština. V Herderově duchu Schlegel věřil, že jazyky jsou vyjádřením „duše národa“ a rozdíly mezi jazyky tak vychází z intelektuálních schopností daných etnik.
U mnohých zastánců indománie se také objevovala myšlenka, že Indové a indická kultura v minulosti pronikla na Přední východ a do Evropy. Friedrich Schlegel se domníval, že hebrejština obsahuje výpůjčky ze sanskrtu, geograf Carl Ritter že buddhistické armády pronikly skrze Kavkaz do Evropy a Friedrich Creuzer že bibličtí Abrahám a Sára byli ve skutečnosti Indové jménem Brahmá a Sarasvatí. Reuben Burrow se domníval, že Stonehenge je buddhistickým chrámem, jiný orientalista Thomas Maurice zase, že Buddha je předlohou Herma Trismegista, Merkura a Ódina a poukázal na podobnosti mezi druidy a brahmány.